# 曼塞爾島
62°00′N 79°50′W / 62.000°N 79.833°W

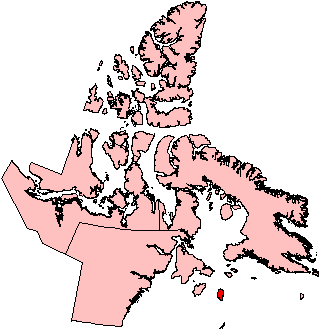

曼塞爾島是加拿大的島嶼，位於哈德森灣，屬於北極群島的一部分，由基吉柯塔魯克地區負責管轄，長112公里、寬48公里，面積3,180平方公里，最高點海拔高度130米，島上無人居住。

## 外部連結
- Mansel Island （页面存档备份，存于） at The Canadian Encyclopedia
- Sea islands: Atlas of Canada; Natural Resources Canada